# Казе Чипријани (Л'Аквила)
Казе Чипријани (итал. Case Cipriani) је насеље у Италији у округу Л'Аквила, региону Абруцо.
Према процени из 2011. у насељу је живело 67 становника. Насеље се налази на надморској висини од 419 м.